# MBC M
MBC M (Hangul: MBC 엠, 엠비씨 엠) es una televisión temática surcoreana cuyo propietario es MBC Plus Media. Es un canal de televisión por cable que emite principalmente una programación basada en la música.
El canal comenzó sus emisiones el 1 de febrero de 2012 con el nuevo programa musical Show Champion

## Programas
Algunos de los programas que se encuentran actualmente en emisión son los siguientes:

### Programas informativos
- MBC Newsdesk (emisión simultánea con MBC-TV)
- Section TV (emisión simultánea con MBC-TV)

### Reality Shows
- We Got Married (emisión simultánea con MBC-TV)
- Dad, Where Are You Going? (emisión simultánea con MBC-TV)
- Infinite Challenge (emisión simultánea con MBC-TV)
- Oh! My Skarf
- Making of The Star
- Kara Project
- Secret no.1
- Music and Lyrics
- NC.A in Fukuoka
- Idol School
- Ailee's Vitamin
- Younha's Come to My Home
- Powder Room
- Abbey Road
- Gangnam Feel Dance School
- One Fine Day

### Programas musicales
- Show! Music Core (emisión simultánea con MBC-TV)
- I Music U (no commercial breaks)
  - I Music U 4 AM
  - I Music U 7 AM
  - I Music U 8 AM
  - I Music U 3 PM
  - I Music U 6 PM
  - I Music U 10 PM
  - I Music U Request
- Daily Best K-pop
- Show Champion (emisión simultánea en directo con MBC Every 1)
- All The K-pop
- Music Talk Talk My Bling Bling MV
- Old and New
- KPOP Live
- Music Magazine
- Morning Pop
- Music Scanner The Code
- Weekly Idol
- Hot Track
- Live Clip
- MP4
- Shh!

### Programas especiales
- Super Show
- MelOn Music Awards (2012-presente, emisión simultánea con MBC Every 1, MBC Drama, MBC QueeN y MBC Life)[3]